# NGC 487
NGC 487 је спирална галаксија у сазвежђу Кит која се налази на NGC листи објеката дубоког неба.
Деклинација објекта је - 16° 22' 12" а ректасцензија 1h 21m 55,0s. Привидна величина (магнитуда) објекта NGC 487 износи 13,4 а фотографска магнитуда 14,3. NGC 487 је још познат и под ознакама MCG -3-4-56, PGC 4958.